# Soviet Supremo della RSFS Russa
Il Soviet Supremo della RSFS Russa (in russo Верховный Совет РСФСР?, Verchovnyj Sovet RSFSR) è stato l'organo superiore del potere statale nella Repubblica Socialista Federativa Sovietica Russa dal 1938 al 1989, quando è stato riformato e trasformato in organo ad elezione indiretta, mentre dopo la dissoluzione dell'Unione Sovietica ha operato come Soviet Supremo della Federazione Russa fino alla sua soppressione nel 1993.

## Storia
La Costituzione sovietica del 1936 riorganizzò l'apparato statale dell'URSS e istituì il Soviet Supremo dell'Unione Sovietica e analoghe strutture per ciascuna delle allora dodici Repubbliche dell'Unione. Il Soviet Supremo della RSFS Russa fu regolato dalla nuova Costituzione della RSFS Russa, approvata dal XVII Congresso panrusso dei Soviet il 21 gennaio 1937. Le prime elezioni si tennero il 28 giugno 1938. Il Soviet Supremo russo era monocamerale ed era composto da deputati eletti con mandato quadriennale che rappresentavano ciascuno 150 000 elettori. Con l'approvazione della Costituzione russa del 1978, che recepiva quella sovietica dell'anno precedente, il numero dei seggi del Soviet Supremo fu fissato a 975, e pertanto divenne variabile il numero di cittadini facenti riferimento a ciascuna singola circoscrizione elettorale.
Con le riforme costituzionali dell'epoca della perestrojka i Soviet Supremi dell'Unione e delle Repubbliche divennero organi ad elezione indiretta, espressione del Congresso dei deputati del popolo dell'URSS e di quelli delle singole repubbliche. Il Soviet Supremo della RSFS Russa divenne in questa fase un organismo bicamerale e venne eletto dal I Congresso dei deputati del popolo della RSFS Russa (maggio-giugno 1990). Dopo la dissoluzione dell'Unione Sovietica il Soviet Supremo russo continuò a operare con questa denominazione fino all'ufficializzazione della ridenominazione dello Stato in Federazione Russa (21 aprile 1992), e fu infine soppresso insieme al Congresso dei deputati del popolo della Federazione Russa per decisione del Presidente russo Boris El'cin il 21 settembre 1993.